# Gasthaus Schwarzer Adler (Stirn)

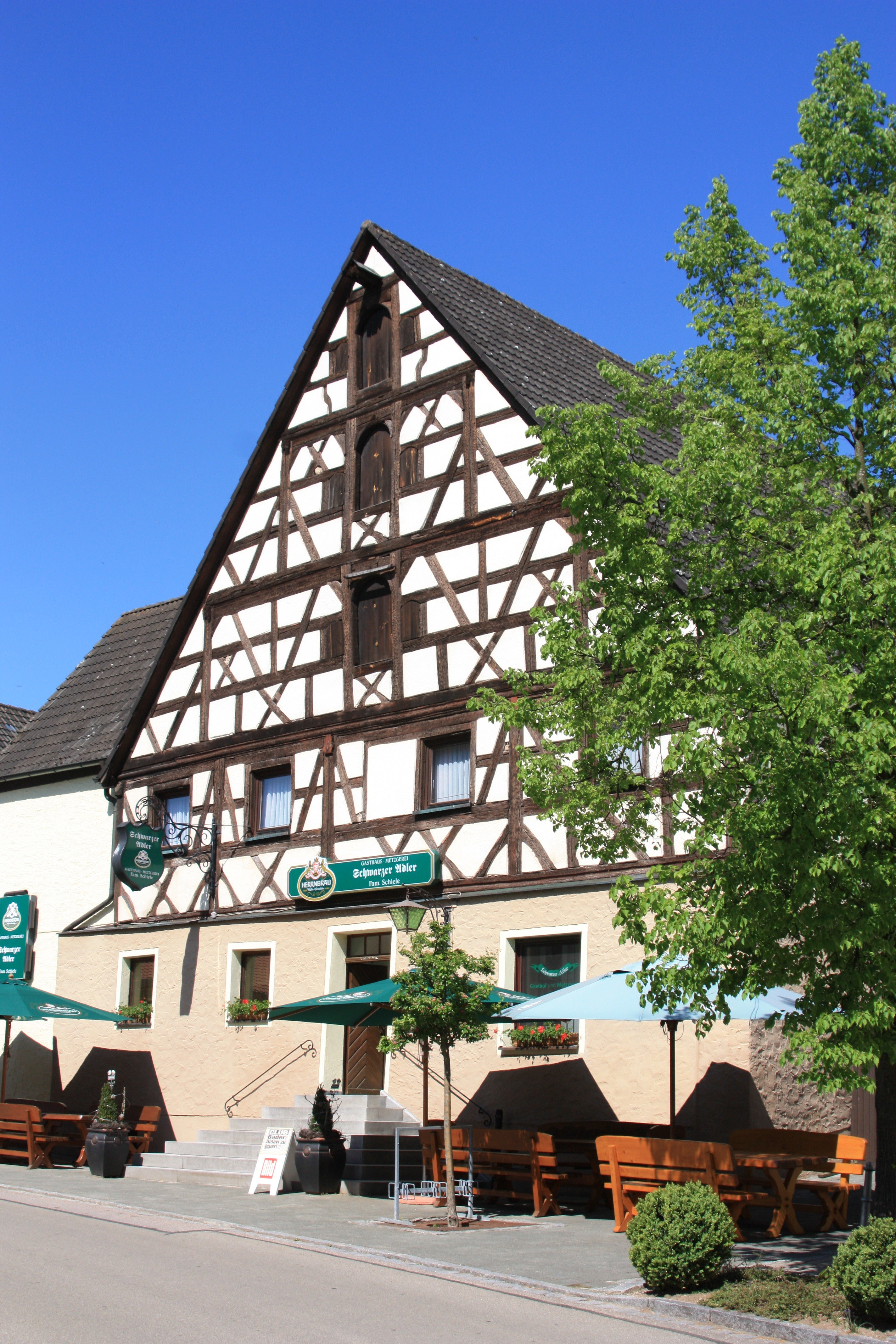
Gasthaus Schwarzer Adler in Stirn (2012)

Das Gasthaus Schwarzer Adler in Stirn, einem Gemeindeteil des Marktes Pleinfeld im mittelfränkischen Landkreis Weißenburg-Gunzenhausen in Bayern, wurde wohl im 17. Jahrhundert errichtet. Das Gasthaus an der Hauptstraße 21 steht auf der Liste der geschützten Baudenkmäler in Bayern.
Der zweigeschossige giebelständige Satteldachbau besitzt ein Obergeschoss und einen Giebel in Fachwerkbauweise.
Die dazugehörige Scheune mit Satteldach und Fachwerk wurde im 18./19. Jahrhundert errichtet.